# Sten-Olof Hansén
Fredrik Sten-Olof Hansén, född 5 april 1939 i Nedervetil, är en finländsk företagsekonom.
Hansén blev ekonomie doktor 1982. Han kom i läkemedelsindustrins tjänst 1964 och stannade med ett kort avbrott i branschen fram till 1990, då han hade avancerat till koncernchef i Farmos-yhtymä Oy. Han var därefter 1990–1998 vd för Åbo handelskammare och 1998–2004 professor i företagsekonomi vid Åbo handelshögskola.
Han utnämndes till hedersdoktor vid Åbo universitet 1990 och vid Helsingfors universitet 2016. Han har förlänats Riddartecknet av I klass av Finlands Lejons orden.